# Mykyta Burda
Mykyta Wałerijowycz Burda, ukr. Микита Валерійович Бурда (ur. 24 marca 1995 w Jenakijewe, w obwodzie donieckim, Ukraina) – ukraiński piłkarz, grający na pozycji obrońcy.

## Kariera piłkarska

### Kariera klubowa
Wychowanek RWUFK Kijów i Dynamo Kijów, barwy których bronił w juniorskich mistrzostwach Ukrainy (DJuFL). Karierę piłkarską rozpoczął 13 lipca 2013 w drużynie rezerw Dynama, a 1 sierpnia 2014 debiutował w podstawowym składzie Dynama Kijów.

### Kariera reprezentacyjna
Występował w juniorskich reprezentacjach Ukrainy U-17 i U-19. 31 maja 2018 zadebiutował w narodowej reprezentacji Ukrainy w zremisowanym 0:0 meczu towarzyskim z Marokiem.

## Sukcesy i odznaczenia

### Sukcesy klubowe
- finalista Superpucharu Ukrainy: 2014